# Frobeniusova matrika
Frobeniusova matrika je kvadratna matrika, ki se uporablja v numerični matematiki.
Matrika je Frobeniusova, če ima naslednje lastnosti:
- na glavni diagonali se nahajajo samo enice
- elementi pod glavno diagonalo v vsaj enem stolpcu so poljubni
- vsi ostali elementi so enaki 0

Imenuje se po nemškem matematiku Ferdinandu Georgu Frobeniusu (1849 – 1917).

## Primer
{\displaystyle A={\begin{pmatrix}1&0&0&\cdots &0\\0&1&0&\cdots &0\\0&a_{32}&1&\cdots &0\\\vdots &\vdots &\vdots &\ddots &\vdots \\0&a_{n2}&0&\cdots &1\end{pmatrix}}}.

## Lastnosti
Frobeniusova matrika je obnljiva. Obrnjena matrika je prav tako Frobeniusova matrika
{\displaystyle A^{-1}={\begin{pmatrix}1&0&0&\cdots &0\\0&1&0&\cdots &0\\0&-a_{32}&1&\cdots &0\\\vdots &\vdots &\vdots &\ddots &\vdots \\0&-a_{n2}&0&\cdots &1\end{pmatrix}}}